# Château du Monay
Le château du Monay situé sur la commune de Saint-Eusèbe en Saône-et-Loire, est un château reconstruit aux XVIIe siècle et XVIIIe siècle sur l'emplacement d'un ancien château du XIIIe siècle dont il reste quelques parties. Il est classé partiellement monuments historiques en 1993.

## Histoire

### La seigneurie de Monay et le château sous l'Ancien régime
Le fief de Monay se confondait avec le fief de Gratoux à Saint-Eusèbe qui fut donné en 1311 par Hugues V de Bourgogne à Girard de Châteauneuf, premier seigneur de Monay, dont le fils prit le nom de Monay.
En 1364, les Grandes Compagnies s’emparèrent de la maison forte de Monay qui ne fut libérée que par rachat du duc de Bourgogne pour 6 000 florins.
Jeannotte de Monay épousa vers 1376 Gaudeffrin Canecéon, originaire de Picardie. Leurs deux fils Hugues et André de Monay héritèrent vers 1404 de Monay dont ils prirent le nom.
Par alliance et héritage, Jean de Torcy devint seigneur de Monay en 1503. La seigneurie de Monay resta dans la famille de Torcy jusqu'au commencement du XVIIe siècle où elle passa dans la famille de Damas d'Antigny.
Au XVIIIe siècle, la seigneurie de Monay passa par alliance dans la famille de La Magdeleine de Ragny qui la vendit en 1763 à la veuve de Claude Carré, président au présidial d'Autun. En 1789, La seigneurie était encore aux mains de la famille Quarré lorsque survint la Révolution.

### Le château du Monay après la Révolution
En 1805 le château et la ferme de Monay furent acquis par la famille Duréault, originaire de Moroges. À la suite d'une alliance en 1876, il passe plus tard dans la famille Lorenchet de Montjamont. En 1985, il est indiqué comme propriété du général Bernard Lorenchet de Montjamont (1935-2016).
Propriété privée qui ne se visite que sur demande, le château a fait l’objet par arrêté du 10 juin 1993 d’une inscription partielle au titre des monuments historiques pour les façades, les toitures et l'escalier.

## Description
Le château se trouve sur un monticule et entouré de prés. L'ancien donjon a disparu. Il reste deux corps de bâtiments en équerre avec, à l'angle, une tour carrée. Les parties les plus anciennes datent du XIIIe siècle,
D'importantes restaurations ont eu lieu aux XVIIe siècle et XVIIIe siècle. le pont-levis a été remblayé et remplacé par un pont de pierre. Les fossés subsistent sur la moitié du pourtour du château . À l'intérieur, les pièces, de grandes dimensions, sont ornées de plafonds à la française. Les caves et les greniers sont spacieux. La chapelle, plusieurs fois restaurée fut transformée en atelier,.